# Tours et fortifications côtières de la province de Livourne
Liste des principales tours et fortifications côtières de la province de Livourne.
- Bibbona :
  - Fort de Marina di Bibbona
  - Murailles de Bibbona
- Campo nell'Elba :
  - Tour de San Giovanni

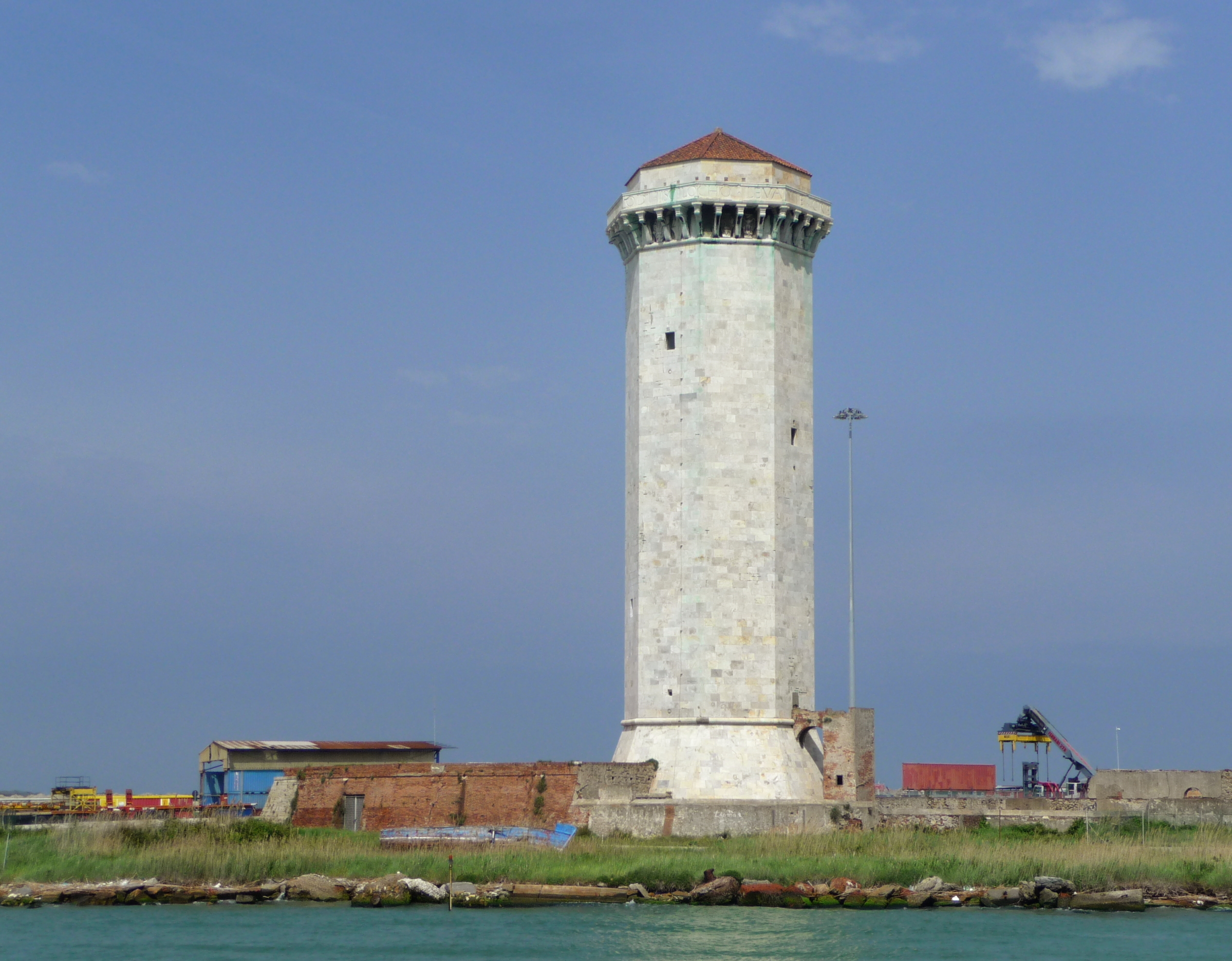
Tour du Marzocco

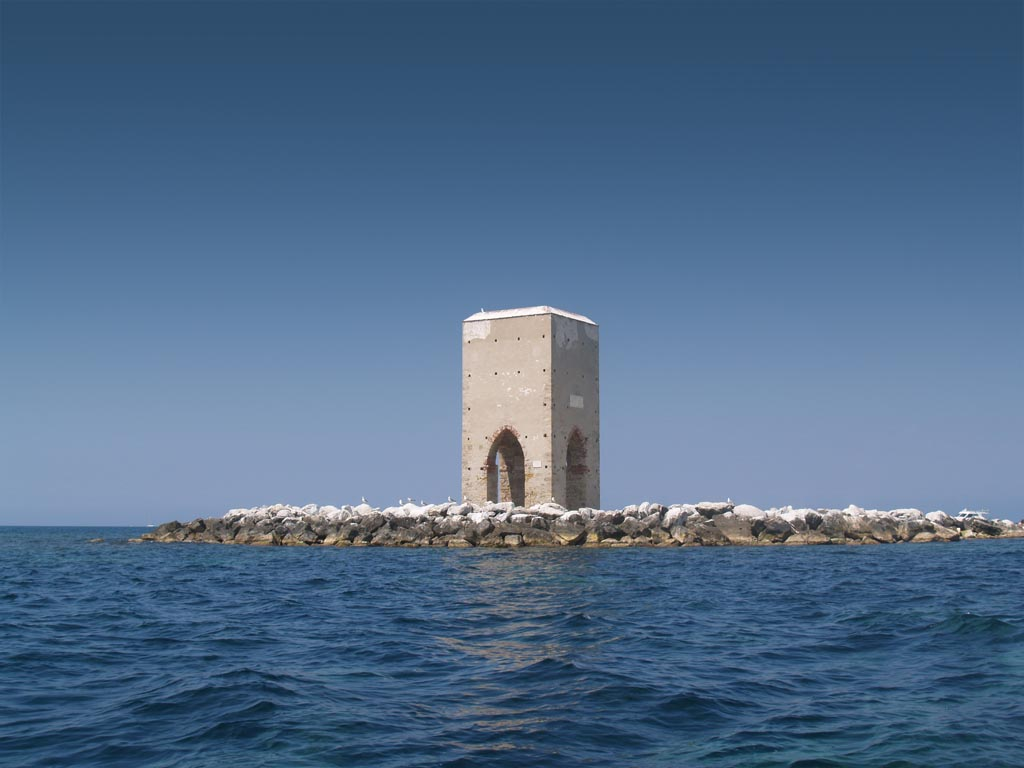
Tour de la Meloria

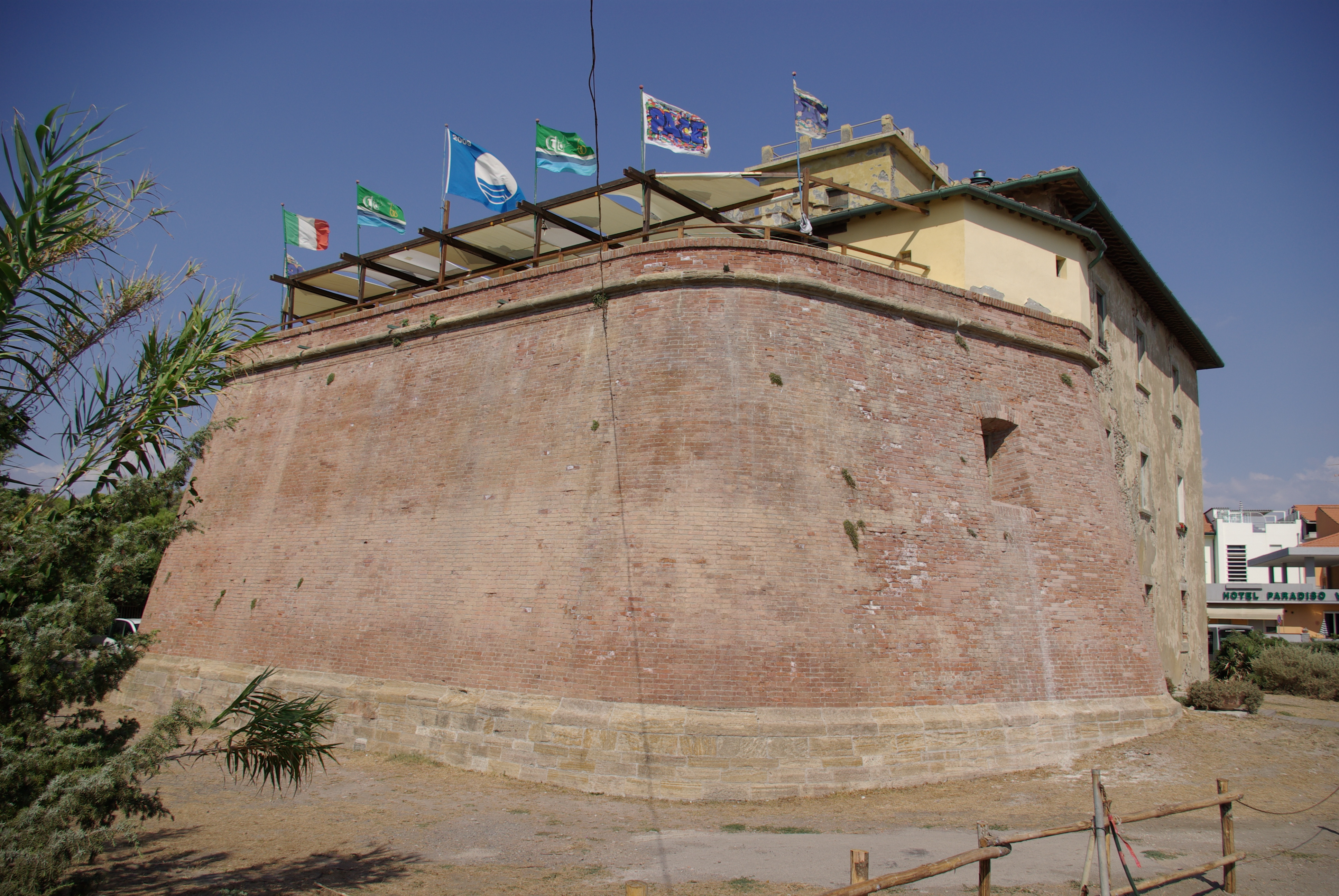
Fort de Marina di Bibbona

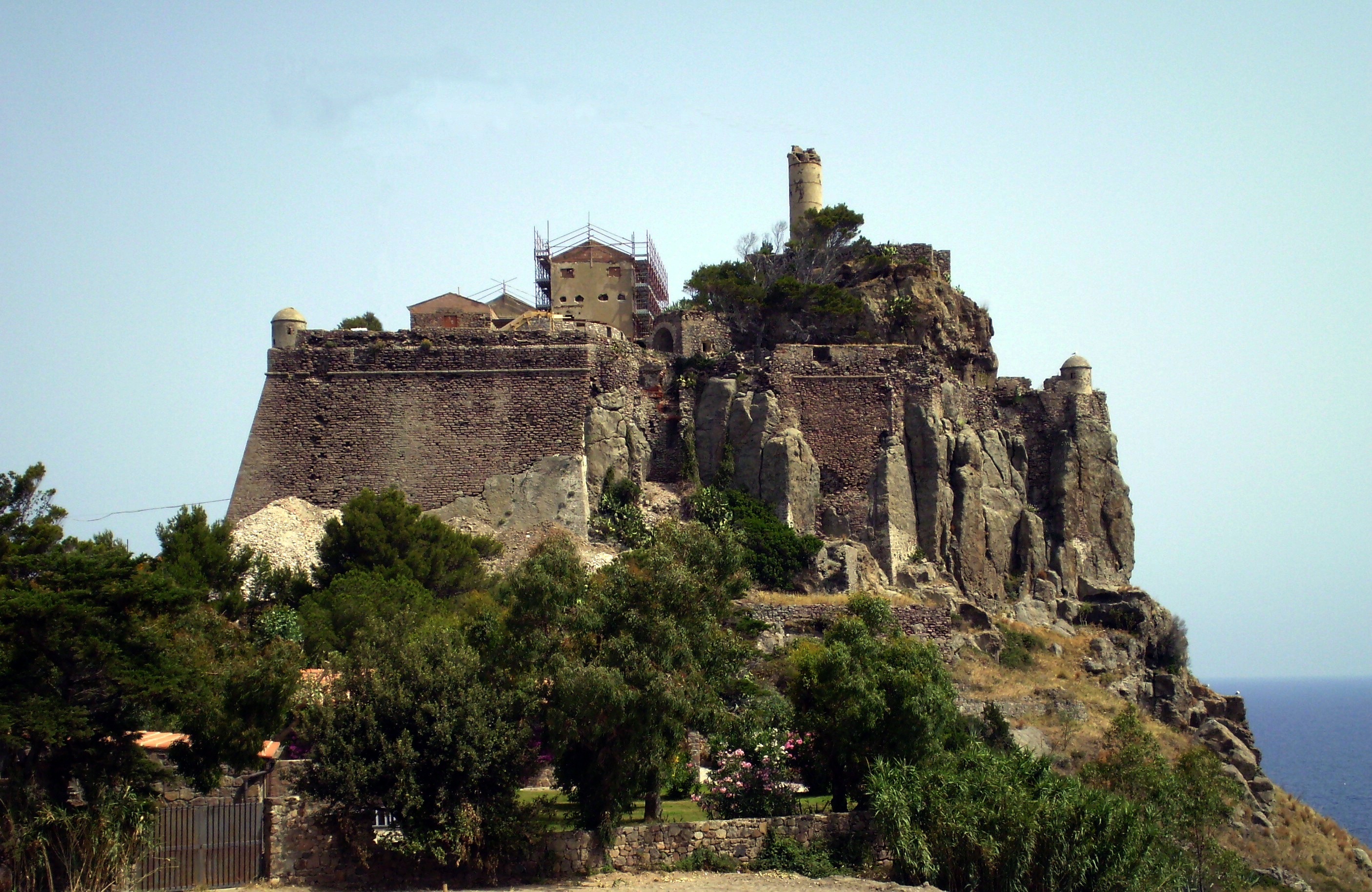
Fort de San Giorgio, Capraia

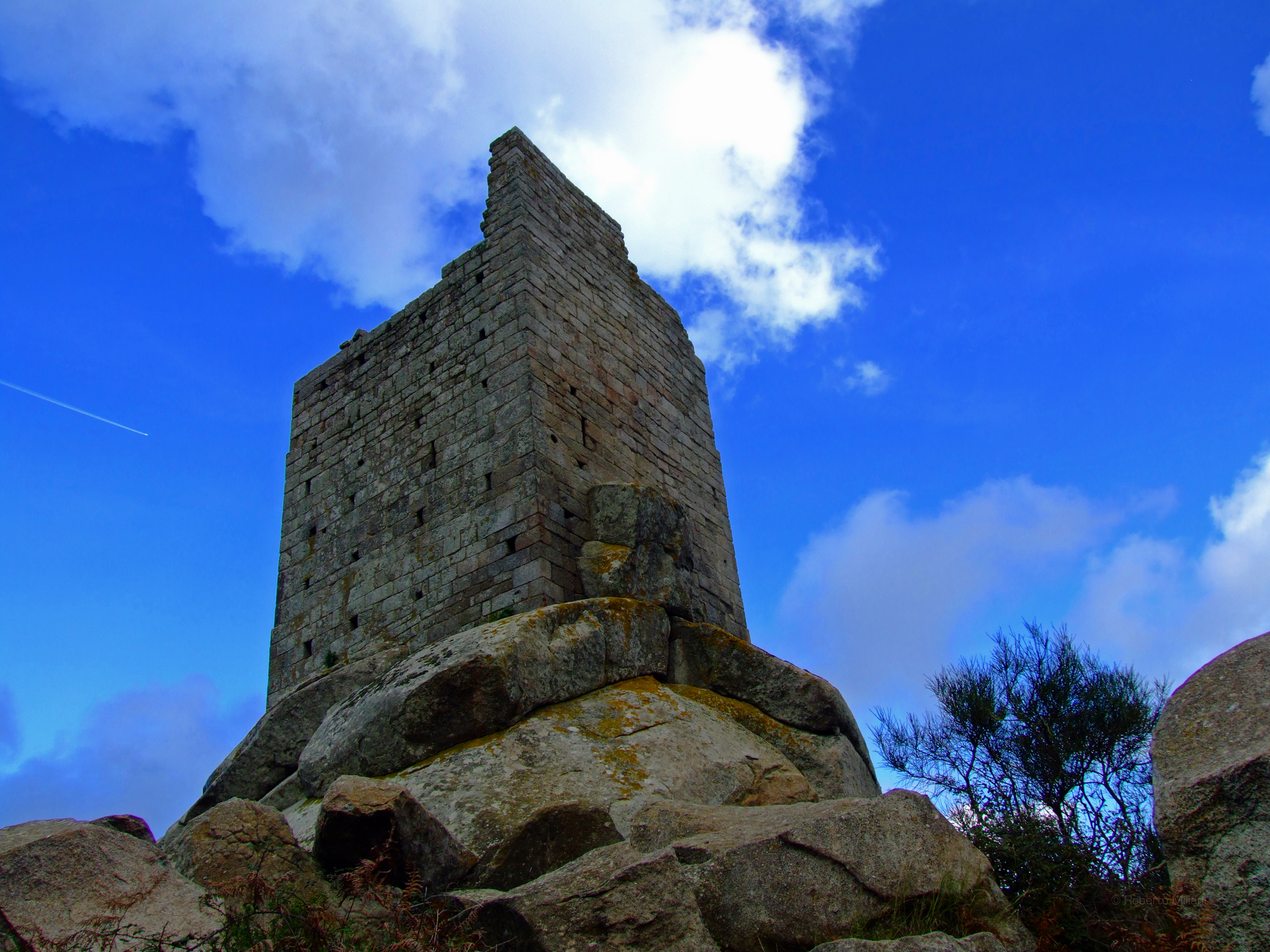
Tour de San Giovanni, Campo nell'Elba

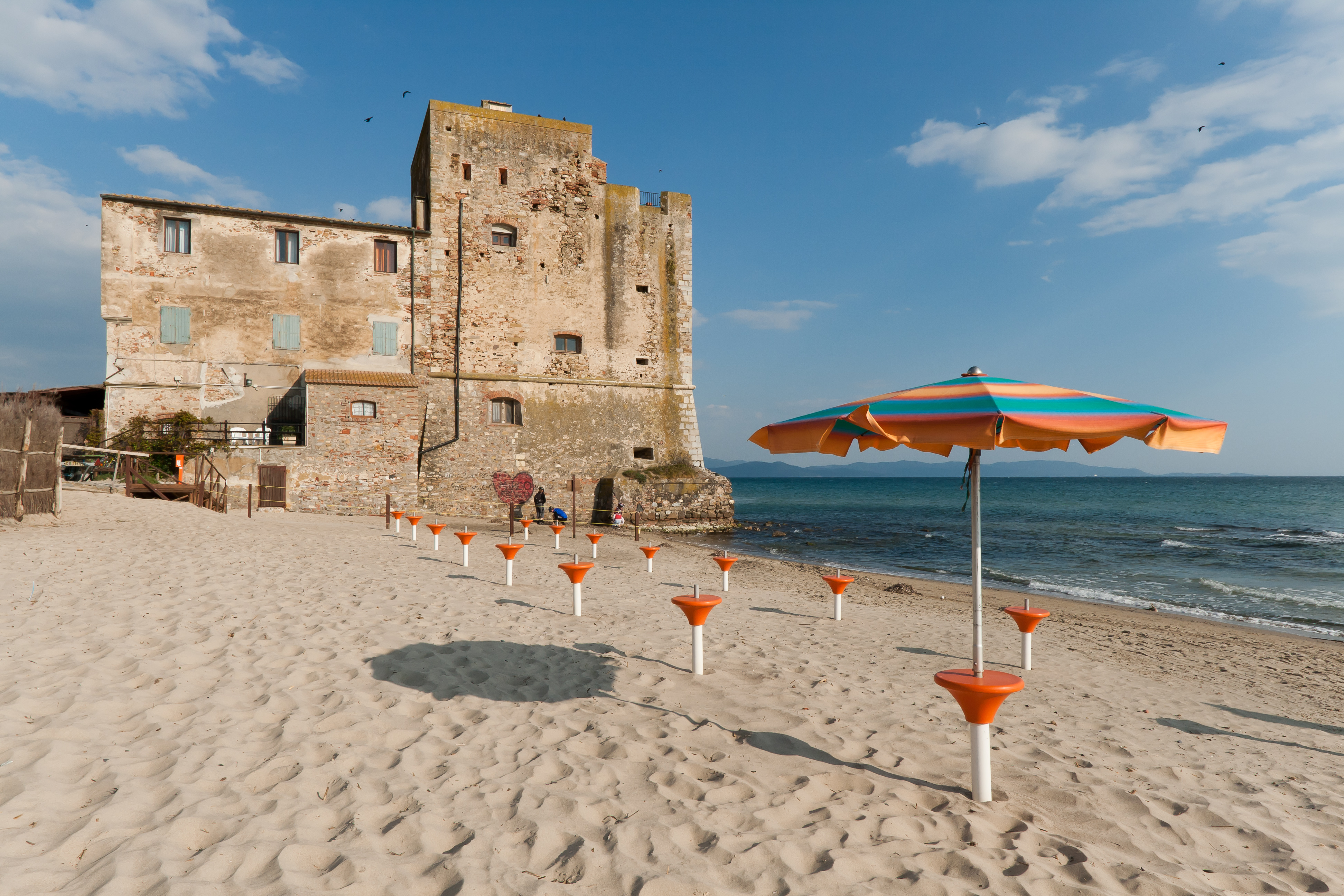
Toour Mozza, Piombino

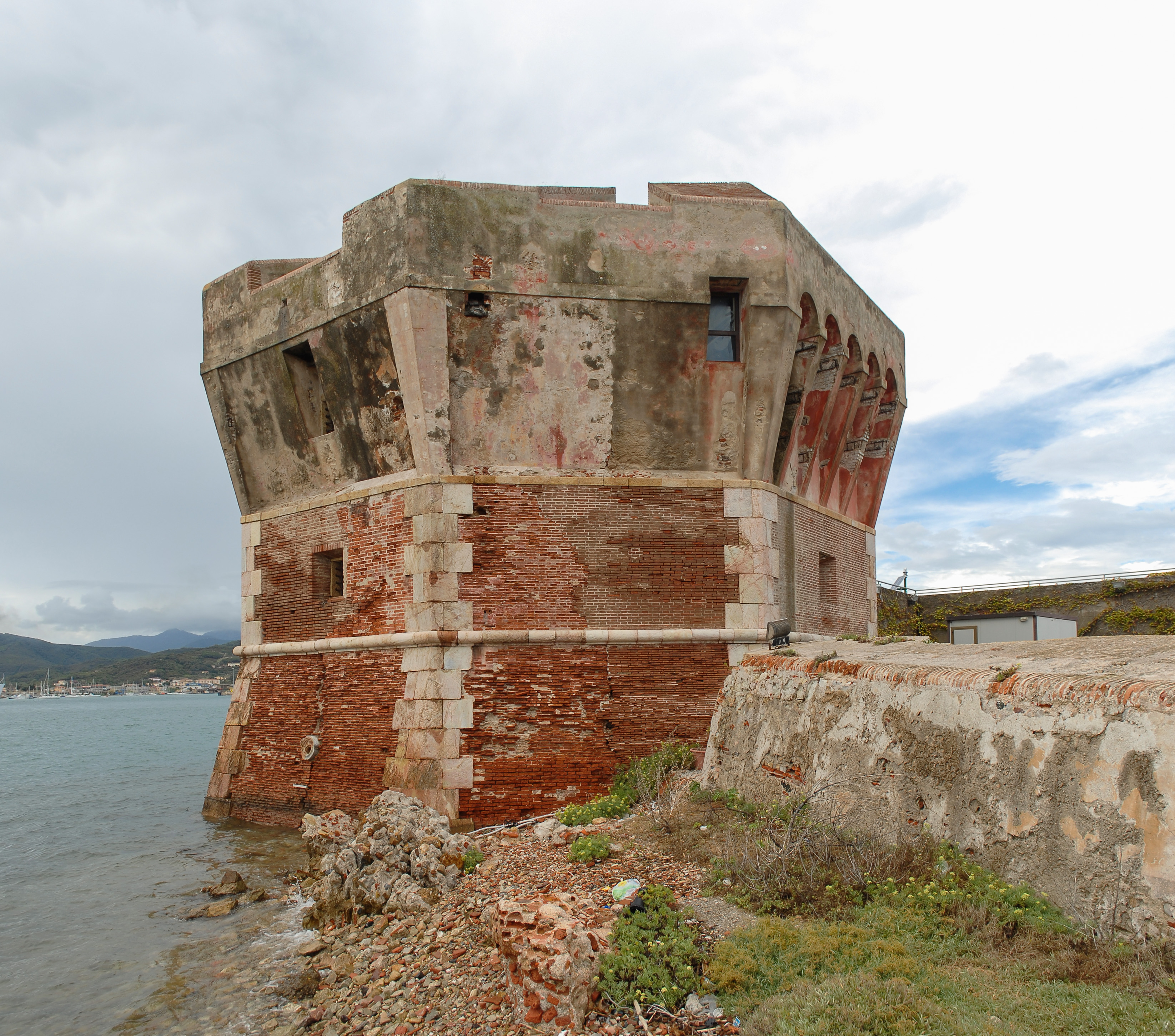
Tour de la Linguella, Portoferraio

  - Tour de Marina di Campo à Marina di Campo
  - Fort Teglia sur l'île de Pianosa
  - Palais Specola sur l'île de Pianosa
  - Torre Vecchia  sur l'île de Pianosa
  - Torre San Marco sur l'île de Pianosa
- Capoliveri :
  - Fort Focardo
- Capraia Isola :
  - Torre del Porto
  - Forte di San Giorgio
  - Torretta del Bagno
  - Torre delle Barbici
  - Torre dello Zenobito
- Castagneto Carducci :
  - Fort de Marina di Castagneto Carducci
- Cecina :
  - Tour de Cecina
- Livourne :
  - Murailles de Livourne
  - Murailles Léopoldine
  - Tour du Marzocco
  - Tour de Magnale
  - Tour Maltarchiata
  - Phare de Livourne
  - Vieille Forteresse (Fortezza Vecchia)
  - Nouvelle Forteresse (Fortezza Nuova)
  - Château d'Antignano
  - Château de Boccale
  - Tour de Calafuria
  - Château Sonnino
  - Tour de la Meloria
  - Torre Vecchia (Île de Gorgone)
  - Torre Nueva (Île de Gorgone)
- Marciana :
  - Forteresse pisane
- Marciana Marina :
  - Tour Appiani
- Piombino :
  - Château de Piombino
  - Citadelle de Piombino
  - Forteresse de Populonia à Populonia
  - Tour de Baratti à Baratti
  - Torre Nuova
  - Tour du Sel
  - Tour Mozza
- Porto Azzurro :
  - Fort Longone (prison)
- Portoferraio :
  - Tour de la Linguella
  - Tour Gallo
  - Fort Stella
  - Fort Falcone
  - Forteresse de Volterraio (ruines)
  - Forteresse de Montecristo (île de Montecristo)
- Rio Marina :
  - Tour de Rio Marina
- Rio nell'Elba :
  - Fortezza del Giove
- Rosignano Marittimo :
  - Tour de Castiglioncello
  - Tour de Vada
- San Vincenzo :
  - Tour de San Vincenzo
  - Torre Vecchia